# Нестор (художник)

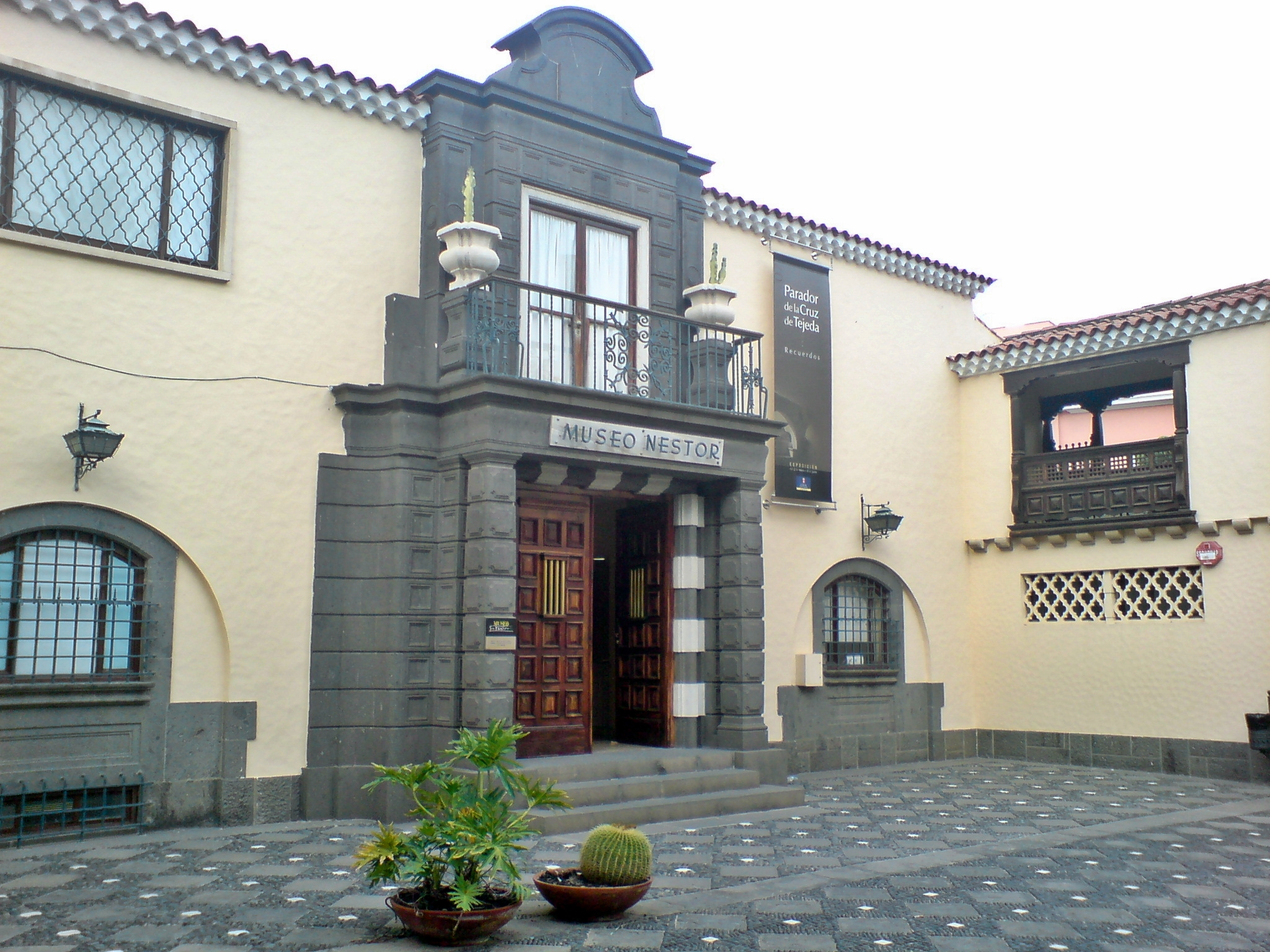
Музей Нестора в Лас-Пальмас

Нестор, наст. имя Нестор Мартин-Фернандес де ла Торре (исп. Néstor Martín-Fernández de la Torre; 7 февраля 1887, Лас-Пальмас, Канарские острова — 6 февраля 1938, там же) — испанский художник-символист и модернист.

## Биография
Получив специальную стипендию своего родного города, Нестор изучает живопись в Мадриде. Между 1904 и 1907 годами молодой художник совершает несколько учебных поездок во Францию, Бельгию и Великобританию, где он знакомится с произведениями прерафаэлитов и Уистлера, которые его покорили. В 1914 году состоялась выставка работ Нестора в лондонской галерее Графтон, в 1930 году — его персональная выставка в галерее Шарпантье, в Париже.
Работы Нестора были для широкой публики первой половины XX столетия малоизвестны. В то же время его талант был высоко оценён современными ему мастерами кисти. Так, восторженным поклонником творчества Нестора был Сальвадор Дали; работы Нестора вдохновили Дали на создание его монументального полотна «Ловля тунца» (1966-67).

## Галерея

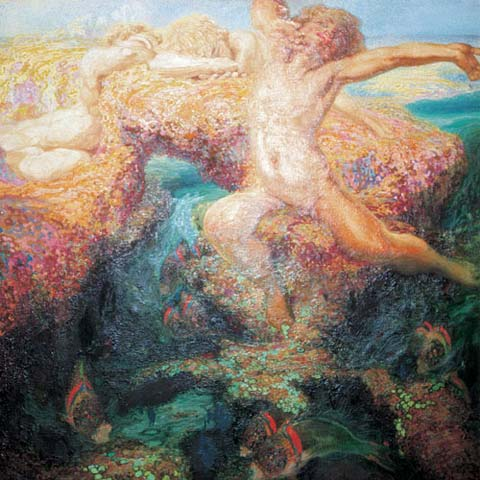
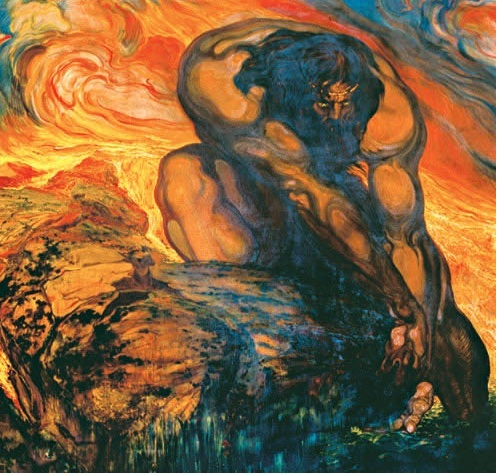
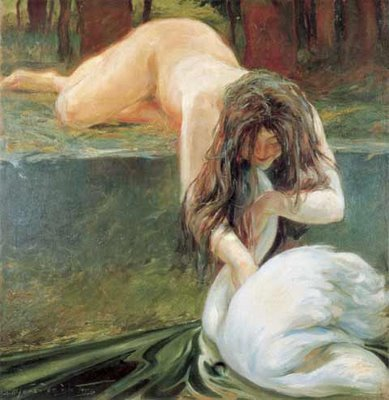
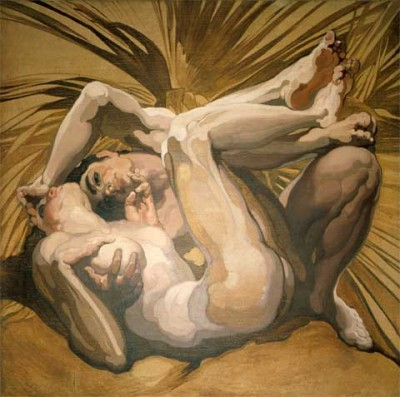
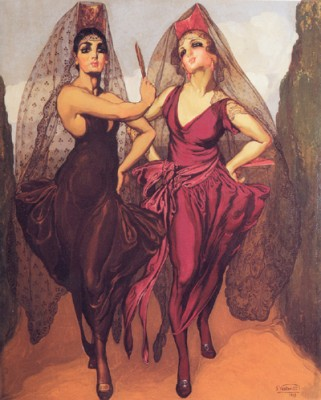
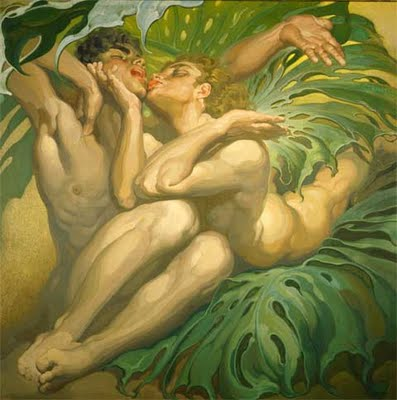